# الاحتلال السوفييتي لدول البلطيق (1944)

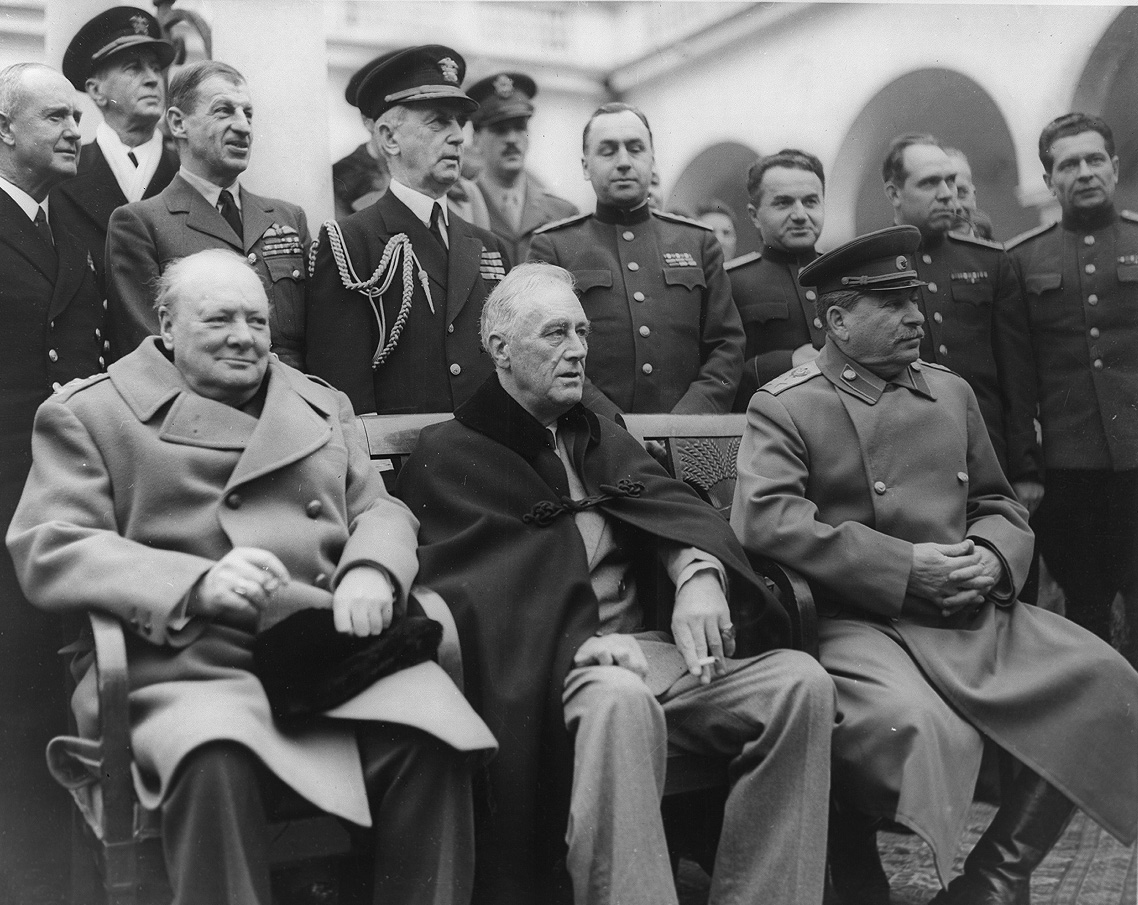

احتل الاتحاد السوفييتي معظم أراضي دول البلطيق في هجوم البلطيق الذي نفّذه عام 1944 خلال الحرب العالمية الثانية. استعاد الجيش الأحمر سيطرته على عواصم البلطيق الثلاث وطوّق قوات الفيرماخت والقوات اللاتفية المنسحبة في جيب كورلاند حيث صمدوا حتى استسلام ألمانيا النهائي في نهاية الحرب. رُحّلت القوات الألمانية وأُعدم قادة القوات اللاتفية المتعاونة باعتبارهم خونة. بعد الحرب، أعاد الاتحاد السوفياتي بسط سيطرته على أراضي البلطيق تماشيًا مع ضمّه القسري باعتبارها جمهوريات شيوعية في عام 1940.

## الهجمات السوفييتية وإعادة الاحتلال
«إنّ اليوم الذي سنحرّر فيه أوكرانيا وأراضي بيلاروس ولينينغراد وكالينين بالكامل من العدو ليس ببعيد؛ عندما سنحرّر ... شعب القرم وليتوانيا ولاتفيا وإستونيا ومولدافيا والجمهورية الكريلية الفنلندية». - جوزيف ستالين في خطاب عام أُذيع في موسكو خلال معركة كييف الثانية، نوفمبر 
بحلول 2 فبراير 1944، انتهى حصار لينينغراد وكانت القوات السوفيتية على الحدود مع إستونيا. بعد فشله في الاختراق، شن السوفيتيون هجوم تارتو في 10 أغسطس، وهجوم البلطيق في 14 سبتمبر بقوات بلغ مجموعها 1.5 مليون. أطلقت القيادة العليا للجيوش الألمانية عملية أستر في 16 سبتمبر، وفيها غطّت القوات الإستونية الانسحاب الألماني. بعد فترة وجيزة من عودة الاحتلال السوفييتي للعاصمة الإستونية تالين، كانت المهمة الأولى للمفوضية الشعبية للشؤون الداخلية هي منع أي شخص من الفرار من البلاد؛ ومع ذلك، هرب العديد من اللاجئين إلى السويد أو فنلندا، وخاصة سويديو إستونيا، الذين عاشوا في إستونيا الساحلية منذ أيام إستونيا السويدية والدنماركية. استهدفت المفوضية الشعبية للشؤون الداخلية أيضًا أعضاء اللجنة الوطنية لجمهورية إستونيا. بقي أخوة الغابة الإستونية (نشأت مجموعات البارتيزان في عام 1941) في البداية بعيدين عن الأنظار خلال إعادة الاحتلال السوفييتي. لم تستعد إستونيا استقلالها في يوم النصر في أوروبا عام 1945، فجدّد أخوة الغابة عندئذ حملتهم لقتل القوات المسلحة السوفييتية العليا وضباط المفوضية الشعبية للشؤون الداخلية.
في لاتفيا، كانت وحدات المفوضية الشعبية للشؤون الداخلية هي القوة الرئيسية المناهضة للبارتيزان التي تقاتل 10 آلاف عضو نشط من قوات المقاومة. وقّع السوفييت اتفاقات منفصلة لوقف إطلاق النار مع قوى المقاومة المختلفة، والتي لم تصبح فعّالة إلا بعد انتهاء الحرب؛ اختلف الاتفاق في ليتوانيا عن الاتفاقين في إستونيا ولاتفيا. طبّق السوفييت التجنيد الإجباري فور احتلاله فيلنيوس في يوليو 1944. استجاب 14 في المئة فقط من المؤهلين للاستدعاء. لاحق السوفييت المتهربين من التجنيد وقتل أكثر من 400 شخص. خلال عاميّ 1944 و 1945 جنّد السوفييت 82 ألف ليتواني.

## محاولات استعادة الاستقلال
بُذلت الجهود لاستعادة الاستقلال خلال الاحتلال الألماني. في عام 1941، أطاح الليتوانيون بالحكم السوفييتي قبل يومين من وصول الألمان إلى كاوناس. سمح الألمان للحكومة المؤقتة بالعمل لأكثر من شهر. قبيل نهاية الحرب، لمّا أصبح واضحًا أن ألمانيا ستُهزم، انضم العديد من الليتوانيين واللاتفيين والإستونيين إلى الألمان مرة أخرى. كان من المأمول أنه من خلال خوض هكذا حرب، ستتمكّن دول البلطيق من جذب الدعم الغربي لقضية الاستقلال عن الاتحاد السوفييتي. في لاتفيا، تشكّل مجلس مركزي قومي سريّ في 13 أغسطس 1943. وظهرت هيئة مماثلة، هي اللجنة العليا لتحرير ليتوانيا، في 25 نوفمبر 1943.
في 23 مارس 1944، تأسست اللجنة الوطنية السرية لجمهورية إستونيا. انضم الآلاف من الإستونيين غير الراغبين بمساندة النازيين إلى قوات الدفاع الفنلندية للقتال ضد الاتحاد السوفييتي. تشكّل فوج المشاة الفنلندي 200 من المتطوعين المعروفين بالعامية باسم «الأولاد الفنلنديون» (بالإستونية: soomepoisid). في 2 فبراير 1944، وصلت الجبهة إلى الحدود الإستونية السابقة، وبدأت معركة نارفا. أُخليت المدينة. ألقى يوري أولوتس، آخر رئيس وزراء شرعي ورئيس اللجنة الوطنية لجمهورية إستونيا، خطابًا إذاعيًا ناشد فيه جميع الرجال سليمي البنية من مواليد 1904 إلى 1923 أن يتقدّموا لأداء الخدمة العسكرية (قبل ذلك، كان أولوتس معارضًا فكرة التجنيد). نالت الدعوة دعمًا من جميع أنحاء البلاد: ازدحمت مراكز التسجيل بـ 38 ألف مجند. عاد ألفان من فتية فنلندا. في عامي 1943 و 1944، تشكّلت فرقتان تابعتان لفافن إس إس من اللاتفيين -معظمهم من المجندين- لمحاربة الجيش الأحمر. نظر الشعب الإستوني إلى معارك نارفا على أنها قتال من أجل بلدهم، وعزاء للمذلّة في عام 1940. صدّ الدفاع الألماني المطوّل على الحدود الشمالية الشرقية محاولة الاتحاد السوفييتي السريعة لاختراق إستونيا، ما أعطى اللجنة الوطنية الإستونية السرية وقتًا كافيًا لمحاولة إعادة إرساء الاستقلال الإستوني.
في 1 أغسطس 1944، أعلنت اللجنة الوطنية الإستونية نفسها أعلى سلطة في إستونيا، وفي 18 سبتمبر 1944، عين رئيس الدولة بالنيابة يوري أولوتس حكومة جديدة برئاسة أوتو تيف. عبر الراديو، أعلنت الحكومة الإستونية باللغة الإنجليزية حيادها في الحرب. أصدرت الحكومة طبعتين من جريدة ستيت غازيت. في 21 سبتمبر، استولت القوات الوطنية على المباني الحكومية في تالين وأمرت القوات الألمانية بالمغادرة. رُفع العلم الإستوني على سارية العلم الدائم على أطول برج في تالين لتتم إزالته من قبل السوفييت بعد أربعة أيام. عملت الحكومة الإستونية في المنفى على مواصلة استمرارية الدولة الإستونية حتى عام 1992، عندما سلّم هينريتش مارك -آخر رئيس وزراء في منصب رئيس الدولة- أوراق اعتماده إلى الرئيس المقبل لينارت ميري. استمرت حكومتا لاتفيا وليتوانيا في المنفى في سفارتيهما قبل الحرب في الولايات المتحدة والمملكة المتحدة.

## الحلفاء ودول البلطيق

### عدم اهتمام الحلفاء الغربيين
لم تحظَ دول البلطيق بحكومات في المنفى بفعالية حكومة الفرنسيين في عهد شارل ديغول أو حكومة البولنديين في عهد فلاديسلاف سيكورسكي، وأدى موقعهم الجغرافي إلى جعل التواصل مع الغرب بشأن الظروف هناك صعبًا. لم يولِ قادة بريطانيا العظمى والولايات المتحدة اهتمامًا كبيرًا لقضية البلطيق، خاصةً وأن الحرب ضد ألمانيا النازية لم يُحسم أمرها بعد واعتبروها سرًا قضية غير ذي أهمية كي يضمنوا تعاون ستالين. مال أعضاء اليسار الأوروبي إلى دعم وجهة النظر السوفييتية الرسمية بشأن دول البلطيق، إذ اعتبروها تنتمي «طبيعيًا» للاتحاد السوفييتي لحماية مصالحه الأمنية «المشروعة».
تركت هزيمة الألمان في عام 1945 أوروبا الشرقية في دائرة النفوذ السوفييتي. ومع ذلك، على الرغم من الخسائر الإقليمية وعبء التعويضات الثقيلة في حرب الاستمرار، نجت فنلندا كدولة ديمقراطية رأسمالية محايدة ذات توجّه غربي ولم تتقاسم مصير دول البلطيق. على الرغم من هذه الحرية الظاهرية، كان على الفنلنديين أن يأخذوا في الاعتبار مصالح السياسة الخارجية السوفييتية بما في ذلك التسويات المحددة في شؤونهم الداخلية. وصف النقّاد هذه العملية باسم «الفنلدة».